# Robert Haussmann
Robert Haussmann (* 23. Oktober 1931 in Zürich; † 21. September 2021 ebenda) war ein Schweizer Architekt, Möbelkonstrukteur, Innenarchitekt, Designer und Hochschullehrer. Er war verheiratet mit Trix Haussmann-Högl, zusammen waren sie als Robert & Trix Haussmann bekannt.

## Leben

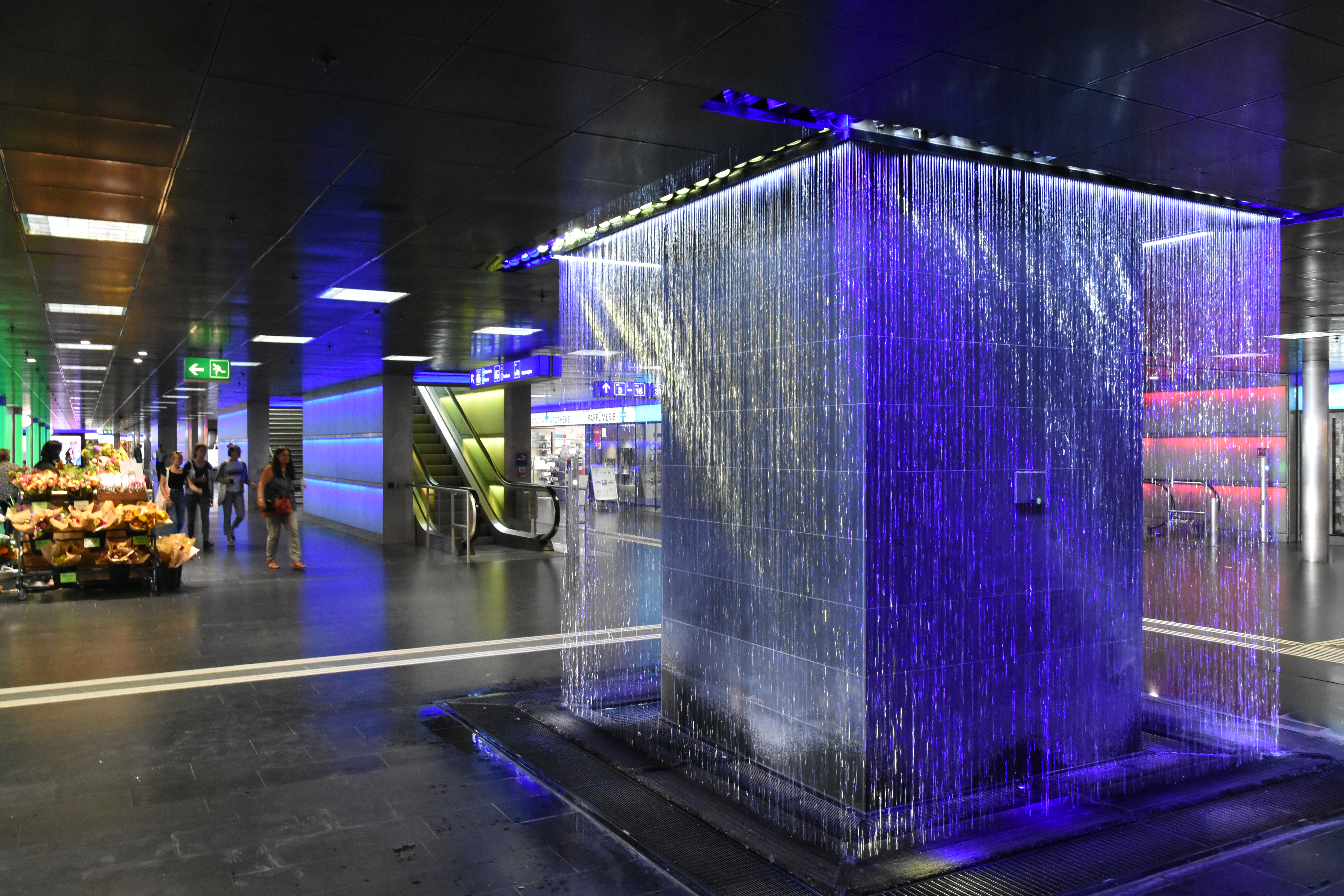
Wappen von Zürich als Wasserspiel, Shopville, Hauptbahnhof Zürich

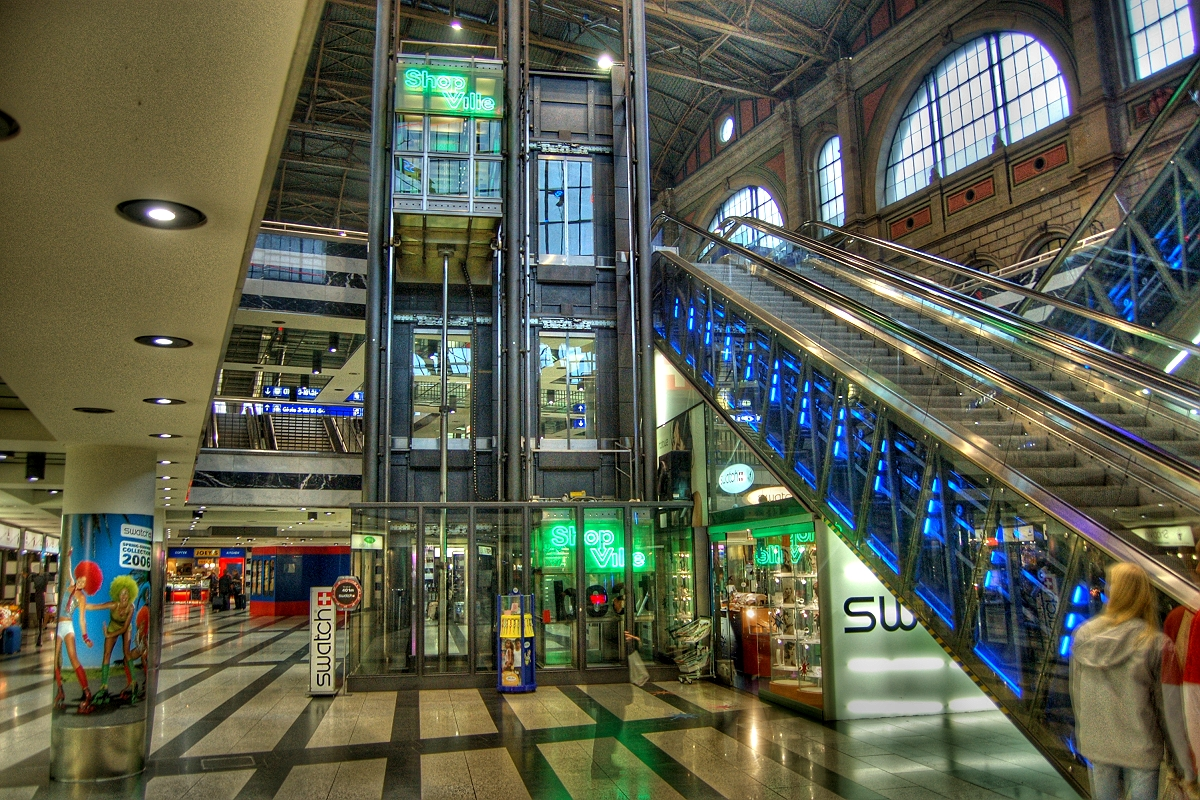
Shopville Zürich

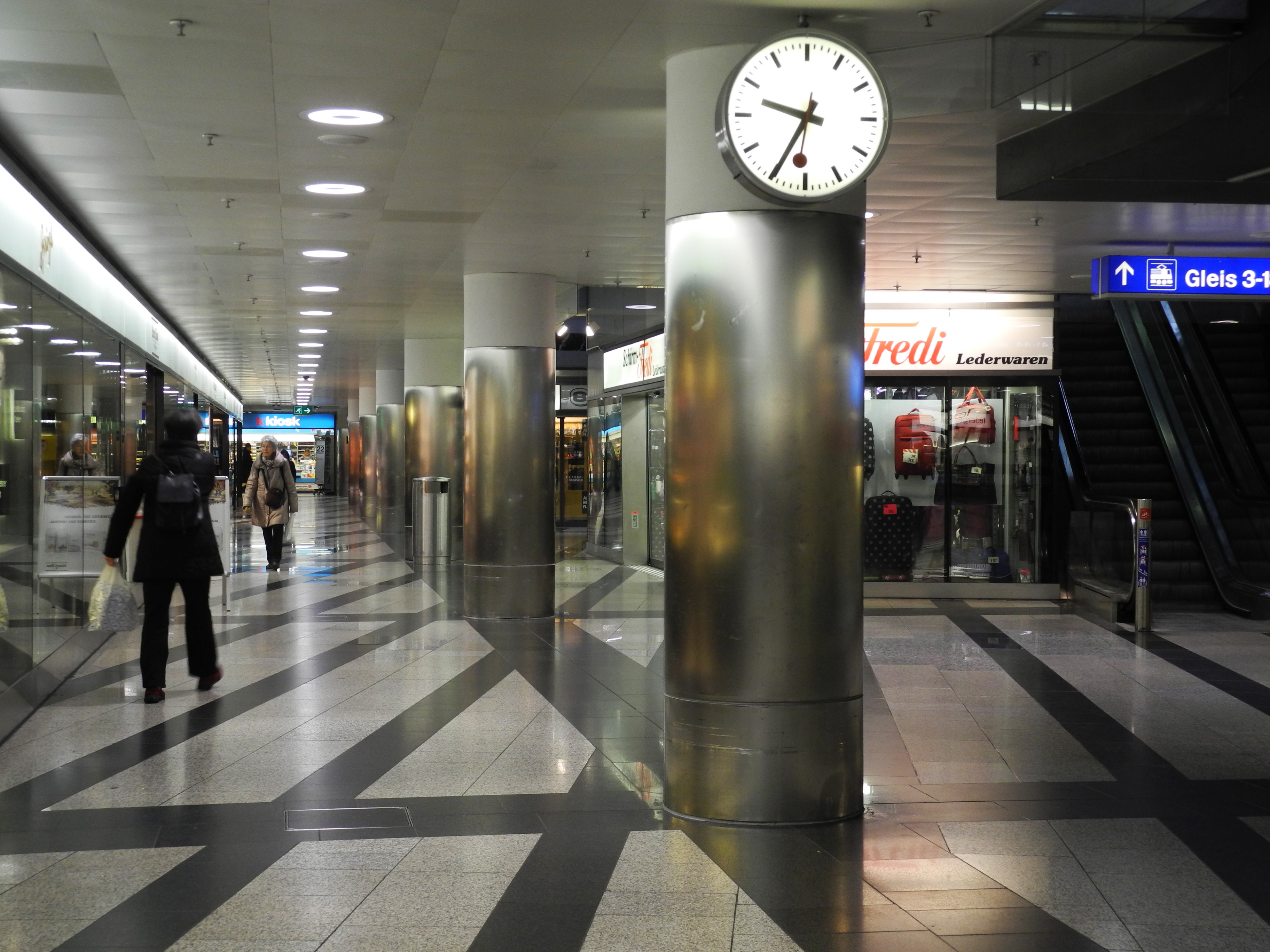
Hauptbahnhof Zürich, Shopville-Passage

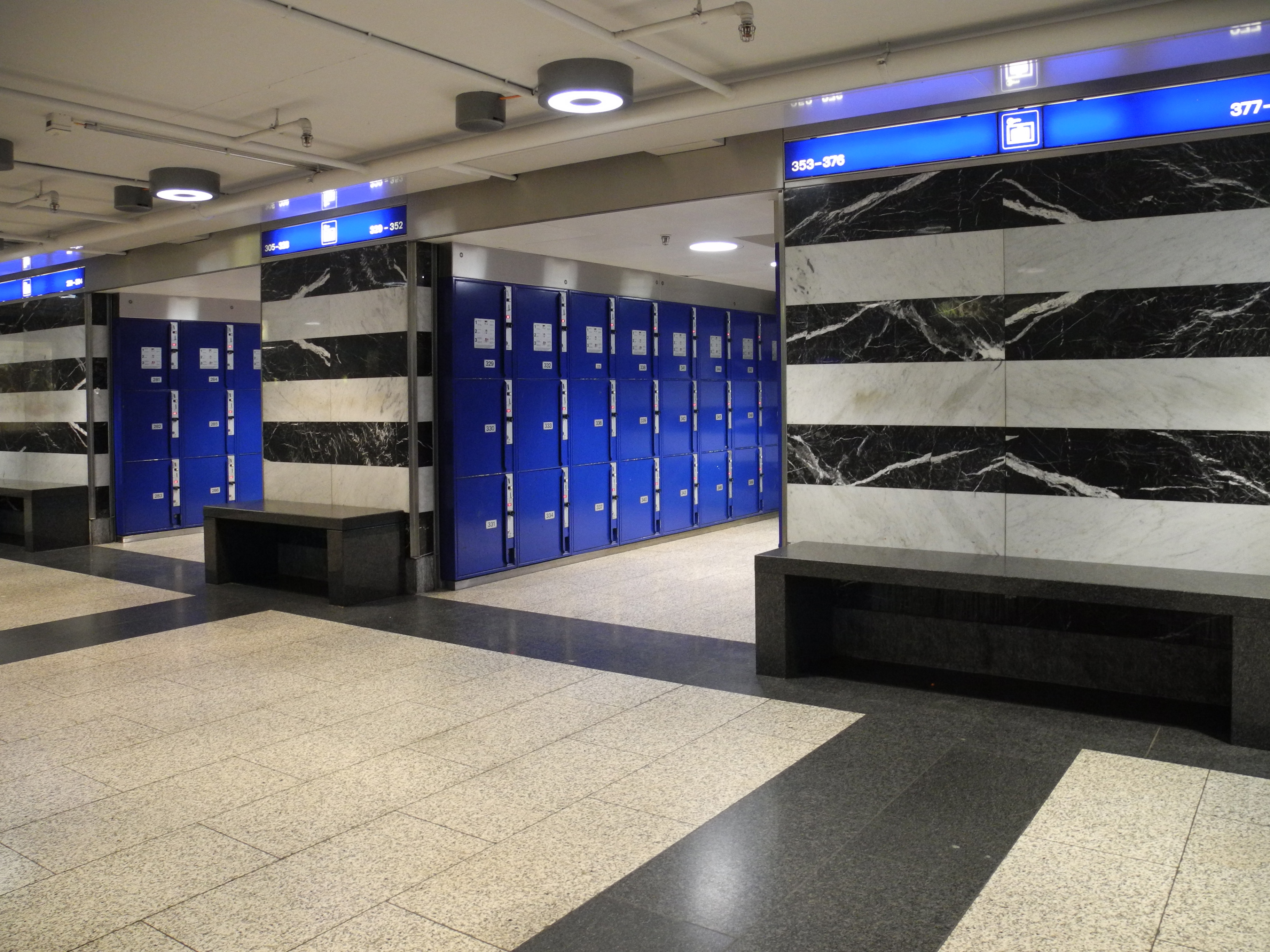
Shopville Zürich, Schliessfächer

Robert Haussmann war ab 1948 an der Kunstgewerbeschule Zürich Schüler des Bauhausdozenten Johannes Itten. Nach dem Militärdienst studierte er an der Kunstnijverheidschool in Amsterdam (die heutige Gerrit Rietveld Academie) bei Gerrit Rietveld und dem Bauhäusler Johan Niegemann. 1951 machte Haussmann in Zürich sein Diplom als Innenarchitekt und hörte nebenbei Vorlesungen beim Architekturtheoretiker Siegfried Giedion. Prägend war auch die Begegnung mit dem Dada-Künstler Hans Arp.
Nach seinen Studien arbeitete Haussmann als Assistent am Kunstgewerbemuseum in Zürich und bei einem Eternitwerk, wo er Ausstellungsarchitektur konzipierte und als Redakteur tätig war. Ab 1953 leitete er mit seinem Bruder Peter unter dem Namen Haussmann & Haussmann das Einrichtungsgeschäft seines Vaters.
1955 trat Robert Haussmann dem Schweizerischen Werkbund SWB bei.
1958 gründeten Teo Jakob und Peter Haussmann mit Hans Eichenberger, Kurt Thut und Robert Haussmann die Gruppe «Swiss Design» zum Zweck, ihre Entwürfe international bekannt zu machen.
Nach seiner Heirat 1967 mit der Architektin Trix Högl gründeten sie zusammen ihr eigenes Büro, später unter dem Namen «Allgemeine Entwurfsanstalt». Gemeinsam beschäftigen sie sich seither mit Entwurfsarbeiten, Industriedesign und Bauaufträgen.
1981 begann die Zusammenarbeit mit dem Grafiker und Fotografen Alfred Hablützel zur Entwicklung neuer Konzepte für Heimtextilien mit manieristischen und illusionistischen Gestaltungselementen.
Robert und Trix Haussmann wurden 1982 Mitglieder des Bundes Schweizer Architekten (BSA).
Robert Haussmann hatte von 1972 bis 1978 einen Lehrauftrag an der Kunstgewerbeschule Zürich für Innenarchitektur und Produktgestaltung. An der ETH Zürich war er 1978 bis 1980 Gastdozent für Architekturentwurf und ab Sommersemester 1986 Professor für Innenarchitektur (als Nachfolger von Herta-Maria Witzemann) an der Staatlichen Akademie der Bildenden Künste Stuttgart (bis 1998).
Mit seiner Ehefrau Trix hatte er einen Sohn, aus erster Ehe brachte Trix zwei Kinder in die Ehe.

## Werk
Ab 1966 arbeitete das Ehepaar unter dem gemeinsamen Namen Robert & Trix Haussmann und als Firma Die Allgemeine Entwurfsanstalt in Zürich.

### Die Allgemeine Entwurfsanstalt
In den gemeinsamen Schaffensjahren entstanden Möbelentwürfe für verschiedene internationale Firmen und grössere Umbauten, u. a.:
- Horgen Glarus, Beistelltisch
- Walter Knoll, R.+T. HaussmannSessel Haussmann 310
- Röthlisberger, Kollektion
- Wogg Designer T+R Haussmann diverse Produkte Sideboard STRIPE

Die wichtigsten Architektur- und Innenausbauten:
- 1965, Kronenhallebar in Zürich
- 1970, Räumlichkeiten der Galerie Maeght, heute Musée Visionnaire
- 1977 bis 1984 Lehrstücke «Störung der Form durch die Funktion»
- 1977 Boutique Lanvin Zürich
- 1979 Stauffacher Apotheke Zürich (Die Stauffacher Apotheke im neuen Gewand)
- 1978 bis 1983 Einkaufspassage Galleria in Hamburg
- 1987 bis 1991 Bahnhofspassage Zürich[4]

## Auszeichnungen
- Ehrenmitglied swiss design association sda
- Bund deutscher Architekten Ehrenmitgliedschaft
- Bundesamt für Kultur: Grand Prix Design 2013 mit Trix Haussmann

## Ausstellungen
- 1958 Kunstgewerbemuseum Zürich «neue metallmöbel», Ausstellung mit Hans Eichenberger und Kurt Thut.
- 1975 Ausstellung «Sièges poèmes» in Montreal und Quebec, Beteiligung mit Projekten von 1967 und 1970.
- 1977 Biennale der Schweizer Kunst im Kunstmuseum Winterthur «Aktualität – Vergangenheit», Beitrag Möbel als Architekturzitat
- 1977 Ausstellung «Bauhaus» bei der Entwerfergruppe Alchymia in Mailand, Teilnahme
- 2002 Museum für Gestaltung Zürich: Trix + Robert Haussmann Ein alphabetischer Spaziergang,[5] abgerufen am 8. Februar 2014
- Ausstellung «The log-O-rithmic slide rule» bis 29. April 2012 im Schauraum Studiolo, Zürich,[6] abgerufen am 8. Februar 2014
- 2013 Fri Art Kunsthalle Fribourg: Trix & Robert Haussmann «Collektion Röthlisberger & Miroirs – Spiegel»,[7]